# ドス・エルマーナス
ドス・エルマーナス（Dos Hermanas）は、スペイン・アンダルシア州セビリア県のムニシピオ（基礎自治体）。アンダルシア州の州都セビリアと境を接し、セビリア都市圏を形成する。

## 概要
グアダルキビール川の低地に位置する。大陸性の影響を受けた地中海性気候で、暑く乾燥した夏と、温暖な冬がある。年間平均気温は18.6℃である。降雨は10月から4月に多く、年間降水量は500mmから600mmである。
州最大の都市セビリアに接する好条件のため、人口流入が顕著である。1970年には約30000人であったのが、30年ほどで4倍に増えた。このため、スペイン他都市と比較して若年人口が多い。

## 歴史
ローマ時代、カディスへ向かうアウグスタ街道に沿っていたため、人の定住があったことがわかっている。しかしアラブ支配時代には目立った人口の集中はなく、農地が広がっていた。
現在のドス・エルマーナスの起源は、1248年11月、カスティーリャ王フェルナンド3世が再征服を完了した時である。王は征服地を功のあったゴンサロ・ナサレーノへ授けた。ナサレーノにはエルビラとステファニアという姉妹（スペイン語では2姉妹をドス・エルマーナスという）がおり、伝説によると、姉妹は洞窟で聖アンナの出現に遭遇したという。ドス・エルマーナス市民はこの故事にちなんで、自らをナサレーノ（男性形）またはナサレーナ（女性形）という。その後のナサレーノ家の動静については伝わっておらず、彼らは土地を売却してこの地を去ったとされている。公式にドス・エルマーナスの名が歴史上に登場するのは1404年、グラナダ王国に対する防衛のためにドス・エルマーナスに対して資金を支払ったという、セビリアの文書においてである。17世紀初頭までは王領であったが、その後いくつかの貴族がドス・エルマーナスを領有した。
19世紀後半になって、地元で栽培されるジュートの縫製工場ができたり、オリーブの加工がさかんとなった。これによって、最初の労働人口流入、および人口増加が始まった。加工されたオリーブは主としてアメリカ合衆国へ輸出された。
スペイン内戦では、左派が支配的であったドス・エルマーナスでは右派との衝突で多くの死者を出した。戦後、市の広場がファランヘ党創設者にちなみホセ・アントニオ・プリモ・デ・リベーラ広場と命名された。1939年には、市内に大規模な強制収容所が設置され、アンダルシア全域から集められたのべ10000人の政治犯が、1962年まで下グアダルキビール川運河の工事に従事させられていた。1979年12月、市役所は広場を憲法広場と改名した。

## 人口
| ドス・エルマーナスの人口推移 1900－2010                 |
|                                                         |
| 出典:INE（スペイン国立統計局）1900年 - 1991年、1996年 - |

## 経済
建設、工業、サービス業と多岐にわたっているが、現在でも農業が盛んである。穀物やオリーブの他、綿花栽培が行われる。

## 教育
- パブロ・デ・オラビデ大学（スペイン語版）　-　1997年開校の公立大学。2008年現在で10000人の学生が学ぶ。

## 姉妹都市
- グラナダ、ニカラグア
- ピナール・デル・リオ、キューバ